# Combattente (singolo)
Combattente è un singolo della cantante italiana Fiorella Mannoia, pubblicato nel 2016 ed estratto dall'album omonimo.
La canzone è scritta da Federica Abbate per la musica e da Cheope per il testo.

## Video musicale
Il videoclip è stato pubblicato il 30 settembre 2016 sul canale Youtube della cantante.

## Tracce
- Download digitale

1. Combattente – 3:11

## Classifiche
| Classifica (2016)             | Posizione massima |
| ----------------------------- | ----------------- |
| Italia (airplay indipendenti) | 4                 |

## Formazione
- Fiorella Mannoia - voce
- Luca Visigalli - basso
- Matteo Di Francesco - batteria
- Davide Aru - chitarra, programmazione
- Clemente Ferrari - tastiera
- Carlo Di Francesco - percussioni, programmazione